# Voleibolni Klub Ural
O Voleibolni Klub Ural (em russo:  волейбольный клуб Урал), também conhecido como Ural Ufa, é um time russo de voleibol masculino da cidade de Ufa, Bascortostão. Atualmente disputa a Superliga Russa.

## Histórico
Em 1992, a associação de produção Bashneft começou a fornecer apoio financeiro à equipe e foi formado o clube Neftyanik de Bashkortostan, que começou no campeonato russo entre as equipes da Segunda Liga. Em pouco tempo, o Neftyanik sob a liderança de Valery Bagmetov passou da Segunda Liga para a Superliga, na qual joga constantemente desde 1996.
Em 1999, chegou à final da Copa da Rússia, perdendo o título para o UEM-Izumrud Ekaterinburg. O quinto lugar no campeonato russo também se repetiu em 2006, permitindo assim participar pela primeira vez em um torneio continental.
Na Taça CEV de 2006-07 sua jornada foi interrompida nas quartas de final, após duas derrotas para o Halkbank, da Turquia.
Em 2007, o Neftyanik de Bashkortostan foi fundido em um único sistema de clube com a equipe Energetik, que jogou na Liga Principal. O clube transformado foi nomeado Ural, e sua política de transferências começou a se concentrar cada vez mais em convidar jogadores russos experientes e jogadores estrangeiros conhecidos.
Na temporada 2012-13, Ural conquistou dois feitos até então não alcançados em sua história: dois vice-campeonatos. Em sua segunda participação na Taça Challenge, ficou no segundo lugar após duas derrotas por 3 sets a 0 para o Copra Elior Piacenza, da Itália. No campeonato russo, o time da cidade de Ufa perdeu as 3 primeiras partidas da série "melhor de cinco" para o Belogorie Belgorod.

## Títulos e resultados

### Campeonatos continentais
Taça Challenge
- Vice-campeão (1x): 2012-13

### Campeonatos nacionais
Campeonato Russo
- Vice-campeão (1x): 2012-13

 Copa da Rússia
- Vice-campeão (1x): 1999

## Elenco atual
Atletas selecionados para disputar a temporada 2021-22: 
 Técnico:  Igor Shulepov
| Camisa | Nome                   | Posição    | Nacionalidade |
| ------ | ---------------------- | ---------- | ------------- |
| 2      | Roman Zhos             | levantador | russo         |
| 3      | Evgeny Rybakov         | oposto     | russo         |
| 4      | Kirill Piun            | central    | russo         |
| 5      | Vladimir Shishkin      | líbero     | russo         |
| 7      | Nicolas Maréchal       | ponteiro   | francês       |
| 8      | Alexander Gutsalyuk    | central    | russo         |
| 10     | Artur Simchenko        | central    | russo         |
| 11     | Nikita Gorbanov        | central    | russo         |
| 12     | Maksim Shemyatihin     | oposto     | russo         |
| 15     | Ivan Demakov           | central    | russo         |
| 16     | Sergey Bagrey          | levantador | russo         |
| 17     | Egor Feoktistov        | ponteiro   | russo         |
| 18     | Danil Kharitonov       | ponteiro   | russo         |
| 19     | Viachaslau Charapovich | ponteiro   | bielorrusso   |
| 21     | Viktor Pivovarov       | ponteiro   | russo         |